# Guillotina (banda)
Guillotina fue una banda mexicana de grunge y rock alternativo integrada por Manuel Suárez (Voz y Guitarra), Alejandro Charpenell (Batería), El Manco (Bajo).

## Historia
Luego de que la banda Signos Vitales, formada en 1987 en la que participaban Manuel Suárez (Guitarrista), Alejandro Charpenell (Baterista), El Manco (Bajista) y Bernardo Ibarra (Vocalista) llegara a su disolución debido a un interés por hacer música más contundente, y a raíz de lo cual Bernardo Ibarra deja al grupo, el resto de los integrantes deciden formar un nuevo proyecto. Es así como nace Guillotina en noviembre de 1992, teniendo en su alineación a Manuel Suárez como vocalista y guitarrista, Alejandro Charpenell en la batería, El Manco en el bajo, y un nuevo integrante: Jorge Vilchis como guitarrista. 
En febrero de 1993 comienzan con sus primeras presentaciones en diferentes lugares en el aquel entonces Distrito Federal ahora Ciudad de México, presentaban una imagen y un sonido muy parecido a bandas como Pearl Jam y Soundgarden considerándolos una banda de grunge, lo cual generó interés en algunas disqueras trasnacionales y sus filiales por firmarlos. En agosto del mismo año ya habían firmado contrato con Warner Music y la ahora extinta Discos Rockotitlán y graban su primer material "Guillotina" bajo la producción de Jack Endino (quien produjera los primeros álbumes de Nirvana, Soundgarden, Mudhoney entre otros). El disco salió al mercado a principios de 1994, el cual les abrió las puertas para realizar una gira al interior de México, además de presentaciones en Estados Unidos, España, Suiza y los Países Bajos.
En 1996 graban su segundo material "Rock Mata Pop" para Warner Music. Al terminar este disco Jorge Vilchis abandona la banda para integrarse a La Gusana Ciega y su lugar es ocupado por Aram Hernández. En la gira de este disco, la banda realiza una amplia serie de conciertos en varias ciudades del país, participan por segunda ocasión en el festival South by South West (SXSW) en Austin, Texas y son invitados a abrir el concierto de Def Leppard en el Palacio de los Deportes.
Debido a los malos manejos de la disquera y managers, en 1998 Guillotina decide dar un paso importante en su carrera al grabar de manera independiente su tercer álbum titulado "Mientras el resto sigue" coproducido por el grupo mismo y Jack Endino, bajo el sello Sum Records. El grupo mostró que la independencia era un camino muy digno a seguir para las bandas de Rock en México. El resultado, un material maduro con letras interesantes e inteligentes, conservando su esencia y ese sonido propio por el cual se les conoce en el circuito. En este mismo año participaron en el festival "Rock al parque" en Bogotá, Colombia y en la primera edición del festival "Vive Latino" en la Ciudad de México, así como en un álbum tributo a la banda más longeva del rock mexicano: El Tri, grabando la canción "Pobres de los niños".
"erRe O Ce Ka" es el título del cuarto álbum de estudio que vio la luz en 2000, el cual es definido por los integrantes como el disco más pesado en el haber de Guillotina, coproducido por Marc Rodamilans, Carlos Walraven y Guillotina, canciones como "Sin Saber", "El mismo lugar" y "Silencio" muestran un lado más oscuro en música y letras.
En 2002 el grupo lanza "Provocando al Personal" un disco grabado mezclado y producido en vivo por Marc Rodamilans y Carlos Walraven con el propósito de mostrar la energía del grupo en directo, el disco da un recorrido por el catálogo de la banda y presentan una canción inédita titulada "Simular". Para promocionar al álbum se lanza el videoclip de la canción "Ya que" filmado en vivo a lo largo de la gira.
Después de componer algunas canciones para el siguiente álbum, Aram Hernández decide dejar el grupo, de tal manera que la banda quedó reducida a tres integrantes. Se prepara la grabación del disco "Volumen" en San Miguel de Allende, Guanajuato. y en la Ciudad de México, en el cual colabora en algunas canciones Jorge Vilchis. El disco salió en 2004 dando como resultado un material introspectivo, más sensible y personal pero sin dejar de sonar a Guillotina, además de ser el primer disco grabado y mezclado por la banda misma.
En 2005 se reedita "Mientras el resto sigue" con 4 tracks adicionales: las versiones acústicas de "Ridículo" y "Otra Vez", junto a las inéditas "Algo de ti" y "Nada ni nadie", realizadas durante la preproducción en 1998, pero descartadas para su lanzamiento original.
En 2007 se recuperan los derechos de "erRe O Ce Ka" y es reeditado, se incluyen 2 tracks adicionales; la inédita "No todo está explicado" y la versión acústica de "Sin saber".
4 años después del lanzamiento de Volumen llega "Dispara" cuya producción y masterización corrió por cuenta de la banda, se escucha un sonido bien definido, una batería con fuerza, riffs de guitarra pesados y líneas de bajo zigzagueantes. Definido por los integrantes como el disco más potente, fue presentado a sus seguidores en un concierto en junio de 2008 en el Teatro Metropolitan, para el cual se realizó la grabación de audio y video para un DVD que vio la luz a mediados de 2009, llevando por título "Voltaje".
En febrero de 2011 anuncian vía Facebook que serán el grupo telonero de Slash en la Ciudad de México, abriendo un total de 3 fechas entre el 26 y 28 de marzo de ese año.
El 25 de junio de 2011 Guillotina ofreció su último recital, horas antes Manuel Suárez a través de la página en Facebook informó que la banda se separaba por "diferencias irreconciliables" entre los tres integrantes, un concierto más representaba una posibilidad lejana, por lo cual ese recital era lo más cercano a un show de despedida.
Actualmente, los tres integrantes se encuentran trabajando en nuevos proyectos. Manuel Suárez con Motor; Alejandro Charpenell con Orka y El Manco con Rabia.

## Miembros

### Actuales
- Manuel Suárez - vocalista, guitarra
- Alejandro Charpenell - batería
- El Manco - bajo

### Anteriores
- Jorge Vilchis - guitarra (1993-1996)
- Aram Hernández - guitarra (1996-2004)

## Discografía
Seis discos en estudio, un disco grabado en vivo y una colaboración en tributo.

### Álbumes
- 1994 - Guillotina (WEA, Discos Rockotitlán)
- 1996 - Rock Mata Pop (WEA)
- 1998 - Mientras el resto sigue (Sum Records) (MW Records, Reedición 2005)
- 1998 - Tri...buto (Cover: Pobres de los niños)
- 2000 - erRe O Ce Ka (Sum Records) (Intolerancia, Reedición 2007)
- 2002 - Provocando al personal (Fonarte Latino)
- 2004 - Volumen (MW Records)
- 2008 - Dispara (Intolerancia) CD/DVD

### DVD
- 2009 - Voltaje: En vivo desde el Teatro Metropólitan

## Vídeos
- Todo Sigue Igual
- Aquí
- No Da Igual
- Otra Vez
- Uno Más
- Sin Saber
- Ya Que
- Pierdo El Aire
- Cae